# HD 16175
HD 16175 — одиночная звезда в созвездии Андромеды на расстоянии приблизительно 196 световых лет (около 60 парсек) от Солнца. Видимая звёздная величина звезды — +7,28m. Возраст звезды определён как около 5,3 млрд лет.
Вокруг звезды обращается, как минимум, одна планета.

## Характеристики
HD 16175 — жёлтый субгигант спектрального класса G0IV, или G0, или G2. Масса — около 1,33 солнечной, радиус — около 1,836 солнечного, светимость — около 3,743 солнечной. Эффективная температура — около 5799 K.

## Планетная система
В 2007 году группой астрономов у звезды обнаружена планета HD 16175 b.
В 2019 году учёными, анализирующими данные проектов HIPPARCOS и Gaia, у звезды обнаружена планета HIP 12191 c.